# Calathella
Calathella là một chi nấm trong họ Marasmiaceae, thuộc bộ Agaricales. Theo cuốn Từ điển về Nấm (Dictionary of the Fungi, tái bản lần thứ 10 năm 2008), chi nấm này có chín loài phân bố ở châu Âu và Bắc Mỹ. Chi nấm được nhà nghiên cứ người Anh, Derek Reid miêu tả khoa học lần đầu tiên vào năm 1964.